# 坂井ほや丸
坂井ほや丸は福井県坂井市の公式キャラクター。キャッチコピーは「坂井市らしさ、かがやく。公式キャラクター」
2024年11月3日開催のゆるキャラグランプリ2024で3位に輝いた。

## プロフィール
坂井市「らしさ」とは何か。
「らしさ、かがやく。」がブランドメッセージの坂井市で、「らしさ」を探している探偵犬。
名探偵に憧れているが、まだまだ見習い。
柱状節理をイメージした帽子「東尋帽」がチャームポイント。
東尋坊や丸岡城で「らしさ」を探しているが、高いところが苦手でふるえてしまう。
フリスビーが大好きでディスクゴルフが趣味。
投げるのは苦手だが、キャッチは得意。選手が投げたディスクをついキャッチしてしまう。
- 犬種：ポメラニアン

- 性別：なし

- 性格：こわがり

- 特技：探偵（見習い）

- 年齢：5歳、(人間に換算すると36歳)

- 趣味：ディスクゴルフ

- チャームポイント：東尋帽（東尋坊の帽子）

- 口ぐせ：福井弁「ほやほや」「ひって」

- 誕生日：10月17日

## 誕生の経緯
2023年10月17日にオンラインで開催された「坂井市公式キャラクターを考える会議」で坂井市民と全国のキャラファン100名によるアイディアを取り入れて完成した。
デザイナーは、愛媛県今治市のバリィさん、広島県尾道市のにゃモンを手がけた宮田麻子氏。
また、「坂井ほや丸」という名前は、2023年10月17日の誕生以降公募で募集され、6386件の応募から、選ばれた。
2024年3月23日の「丸岡城桜まつりぼんぼり点灯式」にて、応募総数6,386件の中から、「坂井ほや丸」に決定したことを発表した。
姓はよく見る苗字である市名と同名の「坂井」、名は口ぐせである『ほやほや＝福井弁で物事を肯定する表現』と丸っこい体系から「ほや丸」と名付けられました。
名付け親は、神奈川県在住・会社員のまっつん氏である。
まっつん氏は公式サイトにて、「苗字があった方がどこの子か分かるのと、ほやほやが口癖なので、ほや丸にしました、体も丸いしね。犬っぽい名前で良いと思います。」とコメントしている。

## 人物
特徴的な下がり眉をあしらっているため、いつも困ったような表情をしている。
口癖は福井弁「ほやほや」「ひって」と公表しているが、X（旧Twitter）では「～やざ」「～ざ」「～ての」「～の」を語尾につけることが多い。
人を呼称する際、「苗字＋名前の途中まで＋丸ちゃん」と他人の名前を変化させるという特徴がある。
不器用である、と公表している。
サイン会を開催した際には、不器用であるため色紙以下の大きさの紙にはサインが出来ないと事前にアナウンスがされていた。また5歳であるため日付の併記は可能であるが、宛名を書くことは不可能だったため、数字は書けるが、文字を書く能力はないと推測できる。しかし、SNSでは会話が可能なため、5歳にしてはずばぬけた識字能力と表現力、言語能力があると推測できる。
出来立てのキャラクターのため、専用の雨合羽をもっておらず、雨天時に屋外イベントに参加する際には、ゴミ袋を身体に巻き付けられる。

## 歴史

### 2023年
- 9月6日 - Xアカウント開設　見た目・性格などまだ決まっていない状態なので、自身のことを「思念体」と呼称。
- 9月10日 - ご当地キャラ祭りin須崎（高知県須崎市）のPRステージにて、キャラクターに混じり坂井市職員の小玉氏がオンライン会議をPR。
- 10月17日 - オンライン会議開催。

### 2024年
- 1月15日 - デザイン公表・名前公募。
- 3月23日 - 丸岡城桜まつりぼんぼり点灯式にて名前発表・着ぐるみお披露目。
- 3月31日 - 丸岡城桜まつりにて初仕事。
- 5月11日 - 初の県外での出演。（東京都品川区　しながわ水族館）
- 9月14,15日 - ご当地キャラ祭りin須崎に参加。（初のキャラクターイベント参加）
- 9月26日～ - 第2回ゆるバースにエントリー。
- 10月19,20日 - ご当地キャラ博in彦根に参加。
- 11月2,3日 - ゆるバース2024in能登（石川県七尾市）に参加　39942ポイントを獲得し3位受賞。エントリーした自治体公式キャラクターとしては1位となった。[2]
- 11月9,10日 - ご当地キャラEXPOinりんくうに参加。

### 2025年
- 5月9日 - 飼い主主導でテーマソング「ほやほや　坂井ほや丸やざ」が完成[3]

## 交友関係
元モーニング娘。で、坂井エキサイト大使の高橋愛と交流がある。高橋愛の公式Tiktokでは一緒に踊る動画が公開された。